# Traque sanglante
Pour plus de détails, voir Fiche technique et Distribution.
Traque sanglante (Straightheads) est un film britannique réalisé par Dan Reed, sorti en 2007.

## Synopsis
Adam, ingénieur, installe un système de surveillance chez Alice, une femme d'affaires. Un soir, en rentrant, elle lui demande de l'accompagner à une réception. Pour le jeune homme, cela ne saurait se refuser. Au cours de la soirée, Alice se montre avec lui particulièrement généreuse de sa personne, et c'est grisés qu'ils prennent le chemin du retour. En pleine forêt, un banal accident tourne au drame. Ils sont attaqués par trois hommes. Adam est roué de coups, Alice violée. Devant l'échec de la police à retrouver leurs assaillants, Alice décide de se faire justice elle-même et tente de convaincre Adam d'en faire autant...

## Fiche technique
- Titre original : Straightheads
- Titre français : Traque sanglante
- Titre québécois : Vengeance à froid
- Réalisation : Dan Reed
- Scénario : Dan Reed
- Directeur artistique : Kem White
- Chef décorateur : Simon Bowles
- Costumes : Justine Luxton
- Maquillage : Tanya Lodge
- Photographie : Chris Seager (makeup designer)
- Montage : Ewa J. Lind
- Musique : Ilan Eshkeri
- Production : 
  - Producteur : Damian Jones, Kevin Loader
  - Producteur exécutive : Peter Carlton, Lee Thomas, Paul Trijbits
  - Coproducteur : Alexander O'Neal
- Société(s) de production : UK Film Council, Film4, Screen West Midlands
- Budget : 1 800 000 £[1]
- Pays d'origine :  Royaume-Uni
- Année : 2007
- Langue originale : anglais
- Format : couleur – 35 mm – 1,85:1 – Dolby Digital
- Genre : thriller
- Durée : 80 minutes
- Dates de sortie :
  - Royaume-Uni / Irlande : 27 avril 2007

## Distribution
- Danny Dyer (VF : Pierre Tessier) : Adam
- Gillian Anderson (VF : Caroline Beaune) : Alice
- Adam Rayner : Jago
- Antony Byrne : Misha
- Anthony Calf (VF : Pierre-François Pistorio) : Heffer
- Ralph Brown (VF : Pierre Dourlens) : Jamie
- Steven Robertson : Bill
- Gugu Mbatha-Raw : Young PA
- Neil Finnighan : Man On Horse
- Francesca Fowler : Sophie